# Trastorno de ansiedad
El término trastorno de ansiedad, antes neurosis de ansiedad, abarca las diferentes formas de un tipo de enfermedad mental caracterizado por ansiedad, miedo y cambios conductuales asociados. Mientras que la ansiedad es una «respuesta anticipatoria a una amenaza futura», el miedo implica una respuesta emocional a una amenaza inminente. Estas respuestas pueden producir síntomas físicos, como taquicardia y temblores, que suelen mejorar con conductas evitativas. Existen múltiples trastornos de ansiedad, entre los que se incluyen el trastorno de ansiedad generalizada, el trastorno de ansiedad social, el trastorno de ansiedad por separación, la agorafobia, el trastorno de pánico, el mutismo selectivo y las fobias.
Con el DSM-V, el trastorno por estrés postraumático y el trastorno por estrés agudo, previamente considerados trastornos de ansiedad, fueron reclasificados a una nueva categoría, los trastornos relacionados con traumas y factores de estrés. El trastorno obsesivo-compulsivo, también otro trastorno de ansiedad, pasó a formar parte de la clasificación «trastorno obsesivo-compulsivo y trastornos relacionados».
Las condiciones ahora consideradas como trastornos de ansiedad llegaron bajo la égida de la psiquiatría hacia el final del siglo XIX. Gelder, Mayou y Geddes (2005) explican que los trastornos de ansiedad se clasifican en dos grupos: síntomas continuos y síntomas episódicos. Los criterios diagnósticos actuales psiquiátricos reconocen una gran variedad de trastornos de ansiedad. Estudios recientes, además de haber encontrado que hasta un 18% de la población estadounidense y un 20% de la población española pueden estar afectados por uno o más de estos desórdenes, han hallado que la genética encargada en propiciar la aparición y el desarrollo de estos es la misma que la involucrada en los trastornos depresivos y bipolares.
El término ansiedad abarca cuatro aspectos que un individuo puede experimentar: aprensión mental, tensión física, síntomas físicos y ansiedad disociativa. Cada uno tiene sus propias características y síntomas y requieren tratamientos diferentes. Las emociones presentes en los trastornos de ansiedad van desde el simple nerviosismo a episodios de terror o pánico. Cuestionarios clínicos estandarizados de detección, tales como la Escala de Ansiedad Manifiesta de Taylor o la Zung Self-Rating Anxiety Scale, pueden utilizarse para detectar los síntomas de ansiedad y sugieren la necesidad de una evaluación formal para el diagnóstico de un trastorno de ansiedad. Los trastornos de ansiedad suelen tener un curso persistente.

## Clasificación

### Trastorno de ansiedad generalizada
El trastorno de ansiedad generalizada (TAG) es un trastorno crónico común caracterizado por ansiedad de larga duración y que no se centra en algún objeto o situación particular, al contrario que en las fobias. Las personas que padecen de ansiedad generalizada experimentan miedos y preocupaciones persistentes no específicos, muy focalizados en asuntos cotidianos. El trastorno de ansiedad generalizada es el trastorno de ansiedad más común que afecta a adultos mayores. La ansiedad puede ser un síntoma secundario al abuso de medicamentos o sustancias, y los profesionales médicos deben ser conscientes de ello. El diagnóstico de trastorno de ansiedad generalizada se produce cuando una persona ha estado excesivamente preocupada por uno o más problemas todos los días durante seis meses o más. La persona puede tener problemas para tomar decisiones diarias y recordar compromisos como consecuencia de la falta de concentración que le supone la "preocupación por la preocupación". Antes de diagnosticar un trastorno de ansiedad generalizada, los médicos deben descartar las causas de ansiedad inducida por fármacos.

### Trastorno de pánico
En el trastorno de pánico, una persona sufre ataques breves de intenso miedo y terror, a menudo acompañado de síntomas como temblores, agitación, confusión, mareos, desvanecimiento, náuseas y dificultad para respirar. Estos ataques de pánico, que se define por la APA como el miedo o malestar que se presenta repentinamente, y con picos en menos de diez minutos, puede durar varias horas y puede ser desencadenado por el estrés, el miedo o incluso el ejercicio. La causa específica no siempre es evidente.
Además de los recurrentes ataques de pánico inesperados, un diagnóstico de trastorno de pánico requiere que dichos ataques de angustia tengan consecuencias crónicas, o bien preocupación por las consecuencias de los episodios de angustia, el miedo persistente de posibles ataques futuros, o el miedo a sufrir cambios significativos en el comportamiento relacionados con los ataques. En consecuencia, aquellos que sufren de síntomas de pánico sufren de trastorno de pánico, incluso fuera de los episodios específicos. A menudo, el afectado, ante cambios normales de los latidos cardíacos, los percibe como amenazantes, lo que lleva a pensar que algo anda mal con su corazón o que está a punto de tener otro ataque de pánico. Normalmente va asociado un temor anticipatorio a volver a sufrir otro ataque de pánico (ansiedad anticipatoria o "miedo al miedo"). En algunos casos, se produce una mayor conciencia de las funciones fisiológicas del organismo (hipervigilancia) durante el ataque de pánico, en donde cualquier cambio percibido fisiológicamente se interpreta como una posible enfermedad potencialmente mortal (es decir, extrema hipocondría). Puede diagnosticarse trastorno de pánico con o sin agorafobia.

### Trastorno de pánico con agorafobia
El trastorno de pánico con agorafobia es una variante que suele ir asociado con el trastorno de pánico. Una persona experimenta un ataque de pánico inesperado, y a continuación, tiene temor a la posibilidad de volver a tener otro ataque. La persona teme y evita cualquier situación que podría inducir a un ataque de pánico. La persona nunca o rara vez podrá salir de casa con tal de evitar un posible ataque de pánico que creen que es un terror extremo ineludible.

### Trastorno fóbico
Las fobias o trastornos fóbicos corresponden a la mayor y más amplia categoría de los trastornos de ansiedad; incluye todos los casos en que se desencadena miedo y ansiedad por algún estímulo o situación específica. Entre el 5% y el 12% de la población mundial sufre de trastornos fóbicos. Las víctimas suelen anticipar las consecuencias terribles del encuentro con el objeto de su miedo, que puede ser cualquier cosa, desde un animal, objeto, persona, situación particular, o un fluido corporal. Los afectados entienden que su miedo es irracional, no proporcional al peligro potencial real, pero se ven abrumados por el miedo que se escapa a su control.

### Trastorno de ansiedad social
El trastorno de ansiedad social (TAS), también conocido como fobia social, se caracteriza por un temor intenso, crónico y persistente temor, acompañado de conductas de evitación, a ser juzgado, avergonzado, humillado o hacer el ridículo en situaciones de interacción social. Este temor puede ser específico para situaciones sociales especiales (como hablar en público) o, generalmente, experimentarse en la mayoría (o todas) de interacciones sociales. La ansiedad social específica a menudo manifiesta síntomas físicos tales como rubor, sudoración, temblor, taquicardias y dificultad para hablar. Al igual que el resto de trastornos fóbicos, los que sufren de ansiedad social a menudo tratan de evitar la fuente de su ansiedad; y en el caso de la ansiedad social se torna particularmente problemático, y en casos graves puede llevar a la exclusión social.

### Trastorno obsesivo-compulsivo
El trastorno obsesivo-compulsivo (TOC) es un tipo de trastorno de ansiedad caracterizado sobre todo por la presencia de obsesiones (imágenes o pensamientos angustiosos, persistentes e intrusivos) y compulsiones (insta a realizar determinados actos o rituales). Afecta a aproximadamente el 3% de la población mundial. A menudo el proceso es totalmente ilógico e irracional, al igual que las compulsiones, donde simplemente se tiene la necesidad de completar un ritual con el fin de acabar con la ansiedad provocada por la obsesión.
En una minoría pequeña de los casos, las personas con TOC pueden llegar a experimentar obsesiones sin compulsiones (obsesivos puros).
Las obsesiones vienen definidas por una serie de pensamientos, impulsos o imágenes reiteradas y duraderas que son experimentadas como ajenas e impropias. No se trata solo de una excesiva preocupación por problemas del mundo real. Se reconoce que son producto de la mente y se tratan de inhibir o suprimir. 
Las compulsiones se caracterizan por comportamientos preventivos así como la reducción de la ansiedad o del malestar clínico. Una persona con compulsiones se siente obligado a realizar una serie de normas de forma estricta, esto es, comportamientos como por ejemplo lavarse las manos continuamente (obsesión por el orden y la limpieza) o acciones que consisten en repetir ciertas palabras sin parar (es consciente de ello pero no puede parar de hacerlo). Esto causa un malestar clínico importante en las personas que lo padecen ya que influye en la rutina diaria y además supone una gran pérdida de tiempo. Esto se ejemplifica en: preocupación por lo detalles, perfeccionismo (nada está lo suficientemente perfecto), se dedica mucho tiempo a la productividad por lo que no tienen tiempo de ocio, escrupulosos, no delegan tareas en otras personas, rigidez, etc.

### Trastorno de estrés postraumático
El trastorno de estrés postraumático (TEPT) es un trastorno de ansiedad que se produce a partir de una experiencia traumática. El estrés postraumático puede ser el resultado de experimentar situaciones extremas, como una guerra, desastres naturales, violaciones, secuestros, abuso infantil, acoso o incluso un accidente grave. También puede resultar por una exposición prolongada en el tiempo a un estrés crónico, como por ejemplo los soldados que soportan batallas individuales, pero no pueden hacer frente al combate continuo. Los síntomas comunes incluyen hipervigilancia, escenas retrospectivas rememorando el acontecimiento traumático (flashbacks), conductas de evitación, ansiedad, ira y depresión. Hay una serie de tratamientos que constituyen la base del plan de atención para las personas que sufren trastorno de estrés postraumático. Estos tratamientos incluyen varias formas de psicoterapia, como la terapia cognitivo-conductual (TCC), terapias grupales y el apoyo de familiares y amigos. También pueden beneficiarse de la farmacoterapia, como los ISRS.

### Trastorno de ansiedad por separación
Quien padece de un trastorno de ansiedad por separación presenta niveles intensos e inapropiados de ansiedad al separarse de una persona o lugar. La ansiedad de separación es algo normal en el desarrollo natural de bebés o niños, y solo puede ser considerada como trastorno cuando este sentimiento es excesivo o inapropiado. El trastorno de ansiedad por separación afecta a aproximadamente el 7% de los adultos y el 4% de los niños, pero los casos infantiles tienden a ser más severos; en algunos casos, incluso una breve separación temporal puede desencadenar sentimientos de pánico. 

### Trastornos de ansiedad en la infancia
Los niños, al igual que los adultos, experimentan ansiedad, preocupación y miedo, especialmente, cuando se enfrentan a nuevas experiencias. Sin embargo si la ansiedad se prolonga en el tiempo e interfiere en la actividad diaria normal del niño, entonces se consideraría ansiedad patológica. Cuando los niños padecen de ansiedad severa se ve interferido su pensamiento, toma de decisiones, percepciones, aprendizaje, atención y concentración. Además del miedo, el nerviosismo y la timidez, pueden empezar a adoptar conductas de evitación, tanto de lugares como situaciones. La ansiedad causa una amplia variedad de síntomas como aumento de la tensión sanguínea, taquicardias, náuseas, vómitos, dolor de estómago, úlceras, diarrea, hormigueo, debilidad, y sensación de falta de aire (disnea). Otros síntomas cognitivos, afectivos y fisiológicos incluyen inseguridad, autocrítica, irritabilidad, trastornos del sueño, e ideación suicida.
Si no se detecta o se trata a tiempo, se incrementa el riesgo de fracaso escolar, evitación de actividades sociales y el inicio del consumo de drogas. Pueden desarrollar posteriormente otras patologías como depresión, trastornos de la conducta alimentaria, trastorno de déficit de atención, y trastorno obsesivo-compulsivo.
Alrededor del 13% de los niños y adolescentes entre 8 y 17 años experimentan algún tipo de ansiedad. Durante la infancia y la adolescencia, uno de los trastornos psicopatológicos, que con más frecuencia aparece, es la ansiedad. La prevalencia oscila, según los estudios, entre un 10% y un 20%, pues un gran número de casos de ansiedad en adolescentes ni es tratada, ni siquiera diagnosticada. La tasa de prevalencia de la ansiedad en la adolescencia es superior  a la de los trastornos de conducta o la de la depresión. El temperamento puede ser un factor clave en el desarrollo de trastornos de ansiedad. 
La investigación clínica en esta área es sumamente dificultosa, ya que los investigadores no tienen suficientes datos para asegurar resultados fiables, debido a los cambios tan rápidos que se suceden en la psicología del niño en estas edades. Por ejemplo entre los 6 y 8 años, el miedo a la oscuridad decrece, pero pueden preocuparse acerca de su rendimiento escolar o relaciones sociales. Si los infantes experimentan excesiva ansiedad durante esta etapa, ello sería un indicador de riesgo de desarrollo de un trastorno de ansiedad en la vida adulta. De acuerdo a las investigaciones, los factores determinantes serían tanto biológicos como psicológicos. Se ha sugerido así mismo que aquellos niños con padres que padecen o han padecido algún tipo de trastorno de ansiedad, tienen más riesgo de padecerlo. El estrés puede ser un factor determinante, pues se sabe que los niños y adolescentes son más vulnerable al mismo. Esta reacción ante situaciones de amenaza es más intensa en niños de cortas edades.

### Trastornos de la ansiedad en los jóvenes
Introducción
La ansiedad puede describirse como un sentimiento de inquietud, nerviosismo, preocupación, temor o pánico por lo que está a punto de ocurrir o puede ocurrir. Mientras que el miedo es la emoción que sentimos en presencia de una amenaza, la ansiedad es una sensación de un peligro, problema o amenaza que está por suceder.
Los sentimientos de ansiedad pueden ser leves o intensos (o intermedios entre ambos extremos), dependiendo de la persona y de la situación. La ansiedad leve puede sentirse como inquietud o nerviosismo. La ansiedad más intensa puede sentirse como miedo, terror o pánico. La preocupación y los sentimientos de tensión y estrés son formas de ansiedad. También lo son el miedo escénico o la timidez ante la posibilidad de conocer a gente nueva.
Es natural que, ante situaciones nuevas, desconocidas o que suponen un desafío se produzcan sentimientos de ansiedad y nerviosismo. Tener que enfrentar un examen, una fecha especial o una presentación importante para la escuela puede desencadenar una ansiedad normal. Aunque estas situaciones no representan una verdadera amenaza para la seguridad de la persona, pueden hacer que alguien se sienta "amenazado" por la posible vergüenza, preocupado por cometer un error, por adaptarse a la situación, por atrancarse con las palabras, por ser aceptado o rechazado o por perder su orgullo. Las sensaciones físicas como las
palpitaciones, las manos sudorosas o las molestias en el estómago pueden también estar presentes en la ansiedad normal.
Como la ansiedad hace que una persona se ponga en alerta, se concentre y se prepare para enfrentar posibles problemas, la ansiedad puede ayudarnos a hacerlo lo mejor posible en situaciones que requieren nuestra actuación. Pero la ansiedad que es demasiado fuerte puede impedir que demos lo mejor de nosotros. Demasiada ansiedad puede hacer que una persona se sienta abrumada, cohibida e incapaz de hacer lo que necesita hacer. (ansiedad)
1.1. Adolescencia
La adolescencia puede ser un periodo de sensibilidad emocional para la mayoría de los chicos. Pero los estudiantes de escuela media y bachillerato que tienen dificultades de aprendizaje y de atención pueden experimentar más estrés que sus compañeros. También puede que sean más propensos a desarrollar ansiedad.
1.2. Investigación
La presente investigación tuvo como propósito fundamental determinar la prevalencia de tipos de Trastornos de Ansiedad en pacientes con Trastornos por Consumo de Sustancias que acudieron al Hospital Psiquiátrico Humberto Ugalde Camacho Centro de Reposo y Adicciones (CRA) entre los meses de abril a diciembre de 2016. Se realizó una investigación transversal descriptiva con un enfoque cuantitativo, para lo cual se aplicó la entrevista diagnóstica estructurada MINI (mini international neuropsychiatric interview), que se encarga de explorar los principales diagnósticos psiquiátricos del Eje I del DSM-IV, así como de la CIE 10. Este estudio se realizó con 133 participantes, en su mayoría de sexo masculino, quienes asistieron al CRA en la modalidad de internamiento, consulta externa o grupo de apoyo Fénix. Los resultados obtenidos mostraron que en los pacientes con Trastornos por Consumo de Sustancias existe una prevalencia del Trastorno de Angustia y la Agorafobia.
1.3. Trastornos
El trastorno de ansiedad social (también llamado fobia social) es un problema de salud mental. Es un temor intenso y persistente de ser observado y juzgado por otros. Este temor puede afectar el trabajo, la escuela y otras actividades cotidianas. Incluso puede dificultarle hacer y mantener amigos. Sin embargo, el trastorno de ansiedad social no tiene que detenerlo de alcanzar su potencial. El tratamiento le puede ayudar a superar sus síntomas. 
Los trastornos de ansiedad son un mal que afecta a toda la población, para algunos psicólogos y psiquiatras, inclusive, es la epidemia silenciosa del siglo XXI. Los jóvenes son un grupo de la población vulnerable debido a la cantidad de cambios que experimentan durante esta etapa.
Es normal sentirse ansioso en algunos momentos, en especial, si tu vida es estresante. Sin embargo, la ansiedad y la preocupación excesivas y continuas que son difíciles de controlar e interfieren en las actividades diarias pueden ser signo de un trastorno de ansiedad generalizada. Es posible padecer un trastorno de ansiedad generalizada en la niñez o en la edad adulta. El trastorno de ansiedad generalizada tiene síntomas similares a los del trastorno de pánico, el trastorno obsesivo-compulsivo y otros tipos de ansiedad, pero todas son enfermedades diferentes. Vivir con trastorno de ansiedad generalizada puede ser un desafío de largo plazo. En muchos casos, se produce junto con otros trastornos de ansiedad o emocionales. En la mayoría de los casos, el trastorno de ansiedad generalizada mejora con psicoterapia o medicamentos. También puede ser útil hacer cambios en el estilo de vida, aprender a hacer frente a desafíos o situaciones y practicar técnicas de relajación.
1.4. Sustancias (drogas)
Las personas suelen empezar a consumir drogas por un deseo de experimentar con ellas; luego pasan a consumirlas de manera ocasional, y finalmente acaban por usarlas de modo intensivo y desarrollando en ocasiones un trastorno por uso de sustancias. Esta progresión resulta compleja y se conoce solo en parte. El proceso depende de las interacciones entre la sustancia, el usuario y el entorno (León Rodas).
En la actualidad, las formas de consumo de drogas en los adolescentes son particulares, lo cual desarrolla un proceso propio del grupo de iguales y que forma parte de la socialización. Además, los jóvenes tienen un poli consumo de drogas que potencian los efectos entre una droga y otra.
Se ha ido constituyendo progresivamente como una edad de alto riesgo para el abuso de sustancias adictivas, y cada vez en edades más tempranas”, por lo que esta afirmación se encuentra respaldada por varias razones: pobre autoestima, escaso desarrollo de las capacidades, predominio de locus de control externo, carencia de autodisciplina, dificultad para las relaciones interpersonales, pobre capacidad de juicio, escaso sentido de responsabilidad, personalidad lábil. Si a ello se une una familia que no supo poner límites, o con graves problemas de autoridad; por consiguiente los adolescentes no están exentos de desarrollar trastornos por consumo de sustancias, estos se evidencian con desajustes en las esferas comportamentales y emocionales, con adicción física, pérdida del manejo de consumo o consecuencias desfavorables como problemas académicos, laborales o sociales. Del mismo modo se ha considerado importante analizar varias investigaciones con sus respectivos autores que tratan sobre conceptos generales acerca de las variables de esta investigación.
2. Causas
Como sucede con muchas enfermedades mentales, la causa del trastorno de ansiedad generalizada probablemente surge de una interacción compleja de factores biológicos y ambientales, que pueden incluir los siguientes:
- Diferencias en la química y la función del cerebro

- Diferencias en la forma de percibir las amenazas

- Desarrollo y personalidad

Factores de riesgo
A las mujeres se les diagnostica trastorno de ansiedad generalizada de manera un poco más frecuente que a los hombres. Los siguientes factores podrían aumentar el riesgo de padecer un trastorno de ansiedad generalizada:
- Personalidad. Una persona que es tímida o que tiene un temperamento negativo o que evita cualquier situación peligrosa puede ser más propensa a padecer un trastorno de ansiedad generalizada que otras.

- Genética. El trastorno de ansiedad generalizada puede ser hereditario.

- Experiencias. Es posible que las personas con trastorno de ansiedad generalizada tengan antecedentes significativos de cambios de vida, experiencias negativas o traumáticas durante la infancia, o un suceso negativo o traumático reciente. Las enfermedades crónicas u otros trastornos de salud mental podrían aumentar el riesgo. El trastorno de ansiedad generalizada a menudo se presenta junto con otros problemas de salud mental, lo cual puede hacer que el diagnóstico y el tratamiento resulten más desafiantes. Algunos trastornos de salud mental que con frecuencia se manifiestan junto con el trastorno de ansiedad generalizada comprenden los siguientes:

- Fobias

- Trastorno de pánico

- Trastorno de estrés postraumático (TEPT)

- Trastorno obsesivo-compulsivo (TOC)

- Depresión

- Pensamientos suicidas o suicidio

- Abuso de sustancias.[24]

## Causas

### Biológicas
Se sabe que bajos niveles de GABA, un neurotransmisor que reduce la actividad del sistema nervioso central, contribuye a la ansiedad. Un gran número de ansiolíticos son eficaces mediante la modulación de los receptores GABA.
Los inhibidores selectivos de la recaptación de serotonina (ISRS), los fármacos más utilizados para tratar la depresión, son también la primera línea de tratamiento para los trastornos de ansiedad. Un estudio en 2004 usando técnicas de imagen funcional cerebral sugiere que los ISRS alivian la ansiedad resultado de su acción directa en las neuronas GABA, en vez de ser consecuencia de la mejora del humor.
El abuso de sustancias como el alcohol puede inducir estados severos de ansiedad y depresión, que decrecen con prolongada abstinencia. Incluso cantidades moderadas de alcohol pueden incrementar la ansiedad y la depresión en algunos individuos.
El abuso de la cafeína, el alcohol y los ansiolíticos pueden causar o empeorar estados de ansiedad preexistentes y ataques de pánico. En pacientes que padecen alcoholismo, la ansiedad se incrementa en la fase aguda de abstinencia y puede persistir hasta 2 años después del síndrome de abstinencia en el 25% de las personas.
En un estudio realizado en 1988-1990 en un hospital clínico, para patologías que incluían trastornos de ansiedad, trastornos de pánico y fobia social se determinó que en la mitad de los pacientes la causa de los mismos sería resultado de la dependencia al alcohol y las benzodiacepinas que consumían. En estos pacientes la ansiedad se incrementaba durante el síndrome de abstinencia, para luego cesar.
La intoxicación por estimulantes se asocia a ataques de pánico repetitivos. La exposición a disolventes orgánicos en el medio de trabajo se ha asociado con el desarrollo de trastornos de ansiedad.
Las personas afectadas por el trastorno obsesivo-compulsivo, muestran un aumento del volumen de la materia gris en el núcleo lenticular, que se extiende al núcleo caudal, mientras decrece el volumen en la parte dorsal, medial, frontal y anterior de la circunvolución del cíngulo. Esto contrasta con los otros trastornos de ansiedad donde se observa un decrecimiento del volumen de la materia gris en núcleo caudado bilateral, y también decrece el volumen de la circunvolución del cíngulo como en los obsesivos.

#### Amígdala
La amígdala es la central de procesamiento del miedo y la ansiedad, y su función puede desestabilizarse en los trastornos de ansiedad. La información sensorial llega a la amígdala a través del núcleo del complejo basolateral. Este complejo procesa las señales sensoriales relacionadas con la memoria emocional, y comunica su importancia y relevancia a otras partes del cerebro, como el córtex mediano prefrontal y la corteza sensorial.
Otra área importante es el núcleo central adyacente a la amígdala, que controla las respuestas específicas del miedo, a través del tronco del encéfalo, hipotálamo, y cerebelo. Estas conexiones en las personas con trastorno de ansiedad se muestran poco dispares, con gran cantidad de materia gris en el núcleo central. Otra diferencia es que disminuye la conectividad entre la amígdala con la ínsula y el área cingulada que controla los estímulos generales de la prominencia, mientras mantiene una alta conectividad con los circuitos del cortex parietal y prefrontal en las que subyacen las funciones ejecutivas. Esto último sugiera una estrategia compensatoria para el procesamiento amigdalino disfuncional de la ansiedad. Los investigadores han observado que la unión frontoparietal de la amígdala en las personas que padecen trastornos de ansiedad puede reflejar el habitual conflicto del sistema de control cognitivo que regula el exceso de ansiedad. Esto es consistente con las teorías cognitivas que sugieren el uso de estrategias cognitivas compensatorias para reducir las implicaciones de las emociones.
Diversos estudios en animales y personas correlacionan los trastornos de ansiedad con dificultades para mantener un adecuando equilibrio o balance en el sistema nervioso. Un posible mecanismo es la disfuncionalidad del núcleo parabraquial, una estructura, que además de otras funciones, coordina las señales de la amígdala con las señales concernientes al balance.
El procesamiento de la ansiedad en la zona basolateral de la amígdala implica una arborización dendrítica de las neuronas de la misma. Los canales SK2 de potasio influyen inhibiendo el potencial de acción y reduce esta arborización. Mediante la sobrexpresión de esta región, la ansiedad y el nivel de estrés inducida por la secreción de corticoides en animales de laboratorio puede ser reducida.

#### Hipocampo
Un estudio publicado en 2010 reflejó la colaboración y relación que existe entre el hipocampo, estructura relacionada con el aprendizaje y la memoria, con la corteza cerebral, para modular los comportamientos relacionados con la ansiedad en ratones. El hipocampo envía información a gran escala a la corteza sobre las emociones del entorno, lo que permite a la corteza reconocer la amenaza. La corteza además modula otras zonas del cerebro, especialmente la amígdala, para producir ansiedad como respuesta defensiva. No obstante faltan estudios que demuestren esta conexión en humanos.

#### Enfermedades subyacentes
Existe un amplio abanico de enfermedades que cursan con síntomas psiquiátricos o que pueden simular un trastorno mental. Su identificación puede llegar a resultar complicada y no siempre se realiza una adecuada evaluación del paciente. Entre ellas se incluyen ciertos trastornos endocrinos, metabólicos y neurológicos, determinadas enfermedades sistémicas, inflamatorias, gastrointestinales, cardíacas o infecciosas, y estados carenciales por déficit de ciertas vitaminas.
En ocasiones, los síntomas psiquiátricos se desarrollan antes de la aparición de otros síntomas o signos más característicos de la enfermedad, como ocurre en ciertos trastornos metabólicos, e incluso pueden ser las únicas manifestaciones de la enfermedad en ausencia de cualquier otro síntoma, como ocurre en algunos casos de enfermedad celíaca o de sensibilidad al gluten no celíaca, por lo que con frecuencia no se consigue un diagnóstico correcto o este se demora durante años.
Los términos d'ansia pueden, al igual que otros trastornos neurológicos y psiquiátricos, ser un síntoma de un síndrome de activación mastocitaria (MCAS).

### Factores de riesgo
En algunas ocasiones el consumo de sustancias como la cafeína, el cannabis, la cocaína y  drogas de síntesis, llevar un estilo de vida estresado, atravesar situaciones financieras (y familiares) complicadas, tener problemas laborales, atravesar alguna crisis vital o tener una enfermedad física crónica, pueden provocar un trastorno de ansiedad como respuesta.
Determinados rasgos de la personalidad constituyen un factor de riesgo que aumenta las probabilidades de desarrollar un trastorno de ansiedad, especialmente el neuroticismo.

## Epidemiología
Los porcentajes de prevalencia de estos trastornos varían mucho de un estudio a otro, ya que hay que tomar en consideración variables como el país, el sexo y la edad, o variables metodológicas, como el tamaño de la muestra o los criterios diagnósticos. La mayoría de estudios se centran en los pacientes de atención primaria con rangos de prevalencia que oscilan entre el 5 y 30% de la población, en países occidentales.
La ansiedad puede presentarse como comorbilidad de otros trastornos o condiciones como depresión, trastornos del espectro autista o tdah.
En personas mayores con demencia es común que se desarrolle patologías ansiosas. Además del sub-diagnóstico, los trastornos de ansiedad pueden mal-diagnosticarse, debido a las interpretaciones erróneas de síntomas físicos relacionados con dolencias (como por ejemplo taquicardias provocadas por arritmias) que se achacan a la ansiedad.

## Patogenia
Los trastornos de ansiedad suelen ser condiciones debilitantes, que tienden a cronificarse con el paso del tiempo, y exacerbarse en situaciones de estrés. Pueden presentarse a edades muy tempranas o empezar súbitamente tras un «evento gatillo». El inicio de los mismos aparece frecuentemente acompañado de dolores de cabeza, sudoración, taquicardia, palpitaciones, hipertensión, que en algunos casos conducen a la fatiga física y psíquica.
Habitualmente se tiende a confundir los términos ansiedad y miedo, usados indistintamente; clínicamente tienen significados distintos. La ansiedad es definida como un estado emocional difuso y desagradable cuya causa es difícil de identificar y es percibida como incontrolable o inevitable, mientras el miedo es una respuesta emocional y fisiológica consecuencia de la percepción de amenazas o eventos identificables, reales o supuestos. El término trastorno de ansiedad incluye tanto miedos (fobias) como estados de ansiedad.
La depresión suele ser comórbida a estos trastornos, con una prevalencia del 60% de los diagnosticados por trastornos de ansiedad. En algunos casos la depresión es consecuencia de sufrir ansiedad. No es raro que se diagnostiquen a estas personas con el llamado trastorno mixto ansioso-depresivo. El hecho que haya una considerable solapamiento entre los síntomas de ansiedad y depresión, y que los mismos estresores ambientales provoquen síntomas en ambos estados patológicos, puede explicar esta alta tasa de comorbilidad.
Los estudios clínicos han relacionado la probabilidad de sufrir alguno de los trastornos en familias con historial de otros trastornos de ansiedad, especialmente alguno de ellos, como el trastorno obsesivo-compulsivo o el trastorno de ansiedad generalizada.
Las disfunciones sexuales pueden acompañar a estas patologías, siendo la evitación de las relaciones íntimas, eyaculación precoz (a veces eyaculación retardada), disfunción eréctil y coito doloroso (en mujeres) las manifestaciones más habituales. Estos trastornos son particularmente comunes en el trastorno de pánico (que temen a que ocurra un súbito episodio de pánico durante la relación sexual) y en el trastorno de estrés postraumático.

### Psicoterapia
La terapia cognitivo-conductual ha demostrado ser altamente eficaz para los diversos trastornos de ansiedad. Esta terapia trabaja dos componentes principales de la psique humana, las cogniciones o pensamientos y la conducta. Por ejemplo, en el caso de la fobia social la modificación cognitiva ayuda al paciente a cuestionarse algunos de sus temores, como el de estar siendo observado o juzgado continuamente por los demás. El componente conductual busca cambiar las reacciones de ansiedad provocadas por la situación, principalmente a través de estrategias de exposición y desensibilización sistemática. Mediante la terapia cognitiva se intenta identificar y modificar los pensamientos disfuncionales, automáticos o irracionales que generan respuestas inadaptativas.

### Farmacoterapia
Cuando la medicación está indicada por psiquiatras especialistas, generalmente se recomienda la toma de fármacos antidepresivos conocidos como ISRS, como medicamentos de primera elección. Las benzodiazepinas a veces están indicadas para tratamientos de corta duración. Actualmente se consideran fármacos de segunda línea de tratamiento por los efectos secundarios que acarrean, como el deterioro de las funciones cognitivas y el riesgo de dependencia. Además, una revisión mostró que la eficacia del fármaco para los trastornos de ansiedad a menudo se sobrevaloran debido a spin en las publicaciones de los ensayos.

### Biblioterapia
Los libros de autoayuda y guías para pacientes son una opción de tratamiento para las personas con trastornos de ansiedad, que en todo caso complementan el resto de medidas terapéuticas.

## Pronóstico
La mayoría de trastornos de ansiedad tienen un curso crónico, con períodos de exacerbación ante situaciones de estrés vital o enfermedad. La terapia psicológica y farmacológica es eficaz a corto plazo para el alivio de los síntomas. A largo plazo el pronóstico depende del tipo de trastorno y su gravedad y poco se sabe actualmente sobre el mismo.